# 伊沢修二
- 伊沢修二
- 伊澤修二

伊沢 修二（いさわ しゅうじ、旧字体：伊澤、1851年7月27日（嘉永4年6月29日） - 1917年（大正6年）5月3日）は、日本の教育者、文部官僚。近代日本の音楽教育、吃音矯正の第一人者である。号は楽石。

## 生涯

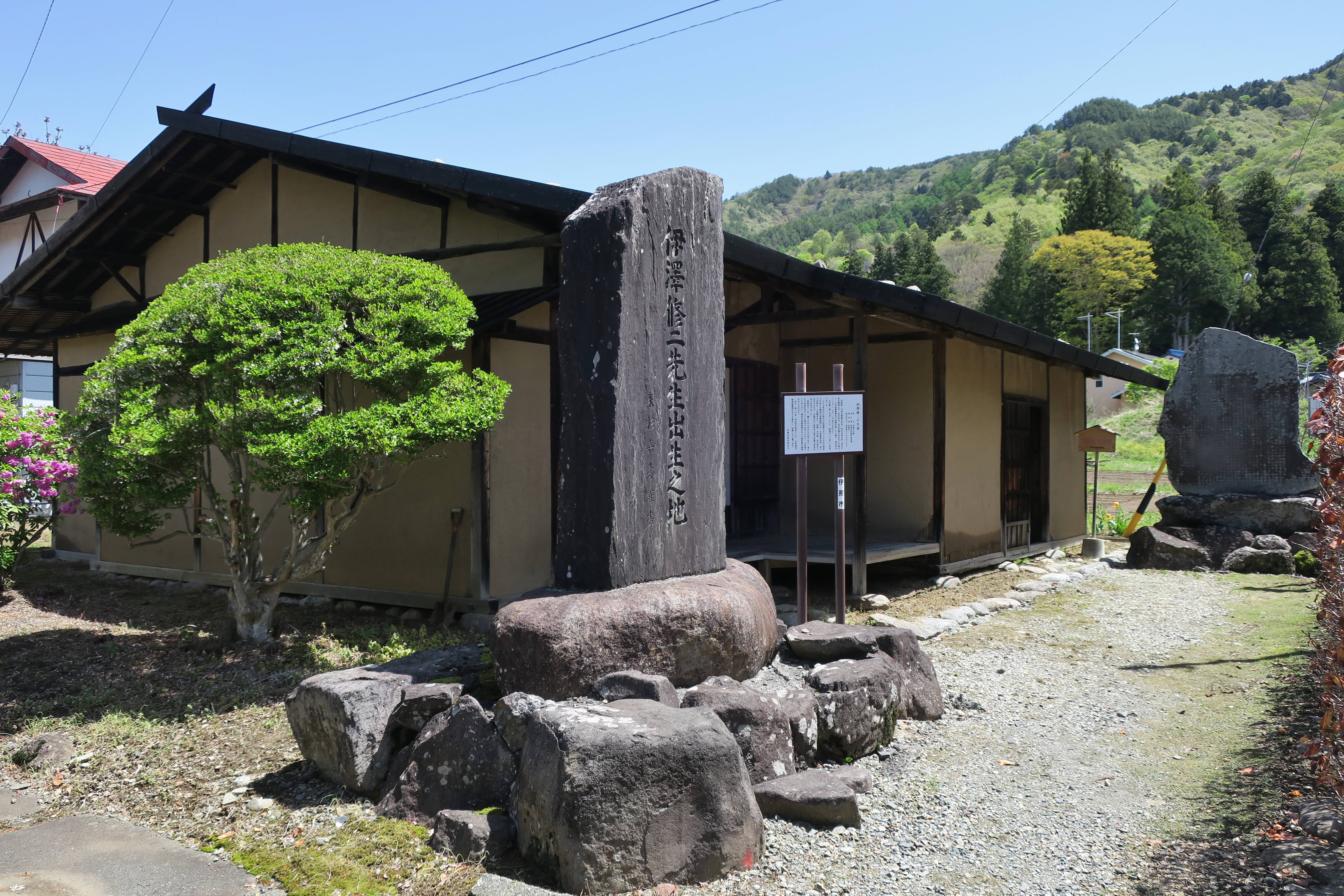
生家（長野県伊那市）

信濃国高遠城下（現在の長野県伊那市高遠町）に高遠藩士の父・勝三郎、母・多計の子として生まれる。幼名は八弥。父は20俵2人扶持の低禄の下級武士のため極端な貧乏暮らしだった（事実上1年4人で分け与えなけければならないこととなっている）。
1861年（文久1年）から藩校進徳館で学び、1867年（慶応3年）に江戸へ出府。ジョン万次郎に英語を学ぶ。万次郎が欧米に出張すると、1869年（明治2年）に築地に転居したアメリカ合衆国長老教会の宣教師カラゾルスから英語を学ぶ。
京都へも遊学して蘭学などを学ぶ。同年には藩の貢進生として大学南校（のちの東京大学）に進学する。
1872年（明治5年）には文部省へ出仕し、のちに工部省へ移る。1874年（明治7年）に再び文部省にもどって愛知師範学校校長となる。3月、同校付属幼稚園で、日本の童謡をつかって遊戯唱歌を始める。1875年（明治8年）7月18日には師範学校教育調査のために、神津専三郎、高嶺秀夫とアメリカ合衆国へ留学、マサチューセッツ州ブリッジウォーター師範学校で学び、同時にグラハム・ベルから視話術を、ルーサー・メーソンから音楽教育を学ぶ。同年10月にはハーバード大学で理化学を学び、地質研究なども行う。聾唖教育も研究する。1878年（明治11年）5月に帰国。
1879年（明治12年）3月には東京師範学校（現在の筑波大学）の校長となり、音楽取調掛に任命されるとメーソンを招く。来日したメーソンと協力して西洋音楽を日本へ移植し、『小學唱歌集』を編纂。田中不二麿が創設した体操伝習所の主幹に命じられる。1879年10月に、文部卿寺島宗則に、「音楽取調ニ付見込書」を提出した。1886年（明治19年）3月、文部省編輯局長に就任。1888年（明治21年）には東京音楽学校（現在の東京芸術大学音楽学部）、東京盲唖学校（現在の筑波大学附属視覚特別支援学校）の校長となり、国家教育社を創設して忠君愛国主義の国家教育を主張、教育勅語の普及にも努める。
内閣制度が発足し、1885年（明治18年）に森有礼が文部大臣に就任すると、教科書の編纂などに務める。1890年（明治23年）5月30日に国家教育社を組織して国家主義教育の実施を唱導し10月12日『国家教育』を創刊し、翌年に文部省を非職となってからは更に国立教育運動に力を注いだ。その後、1892年（明治25年）8月に国立教育期成同盟を結成して小学校教育費国庫補助運動を開始する。1894年（明治27年）の日清戦争後に日本が台湾を領有すると、台湾へ渡り台湾総督府民政局学務部長心得に就任、統治教育の先頭に立っている。1895年（明治28年）6月に、台北北部の芝山巌（しざんがん）に小学校「芝山巌学堂」を設立。翌1896年（明治29年）1月、伊沢が帰国中に、日本に抵抗する武装勢力に同校が襲撃され、6名の教員が殺害される事件が発生した（芝山巌事件）。
1897年（明治30年）には貴族院勅選議員。晩年は高等教育会議議員を務めたほか、吃音矯正事業に務め、1903年に楽石社を創設。1917年、脳出血のため67歳で死去。
墓所は雑司ヶ谷霊園。
祝日大祭日唱歌「紀元節」や唱歌「皇御国」「来たれや来たれ（皇国の守）」などを作曲。『生物原始論』を翻訳し、進化論を紹介する。著作に『教育学』、『小学唱歌』、『学校管理法』ほか。

## エピソード
- 留学中にアレクサンダー・グラハム・ベルが電話を発明したことを聞きつけ金子堅太郎と共にボストンにあった下宿先を訪問した。グラハム・ベルは電話の実用化に向けてスポンサーを探しており、外国人が興味を持ったことを喜んで2人に通話を体験させた。金子の回想によると英語以外の通話としてもこれが初だと説明を受けたという。
- 芝山巌学堂の場所には、芝山巌事件で殉職した日本人教師6名を指す「六氏先生」を追悼して、伊藤博文揮毫による「学務官僚遭難之碑」が建立された。戦後、台湾が中国国民党政府に接収されると石碑は倒され、長く放置されていたが、台湾の民主化後、民進党の陳水扁台北市長時代に復元された。
- 国語清音法・吃音矯正法の教師育成に尽力した。伊沢の没後もこれらの教師が、国内のみでなく、楽石社を通じて朝鮮・台湾・ハワイからの希望者を指導した。
- 「Hänschen klein」は、米国では「Lightly Row」という表題でドイツの歌詞とは無関係にボートを漕ぐ様子を歌った曲になり、19世紀前半には広く知られる童謡となっていた。1875年（明治8年）から1878年（明治11年）まで米国へ留学した際、ブリッジウォーター師範学校でルーサー・メーソン（1818年 - 1896年）よりこの曲を教わり、日本へ紹介したのではないかと推測されている。結果、代表的な日本唱歌の1つである蝶々のメロディとなった。

## 親族
- 妻 ちよ 徳島藩士の森重氏の娘。子に1男4女。
- 弟 多喜男（政治家）
  - 甥 飯沢匡（劇作家）
- 娘婿 遠藤隆吉（教育者）

## 栄典・授章・授賞
位階

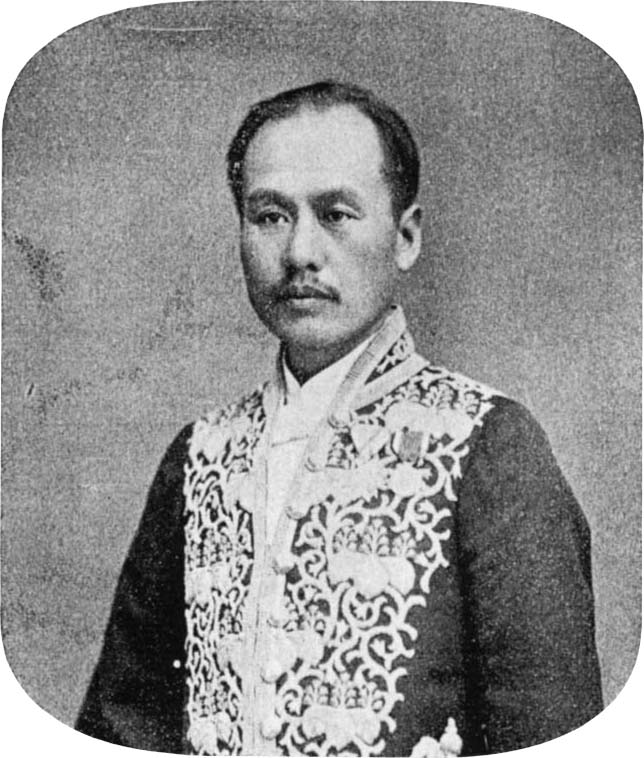
1899年頃の肖像

- 1881年（明治14年）8月30日 - 従六位[8]
- 1885年（明治18年）6月5日 - 正五位[9]
- 1891年（明治24年）6月22日 - 従五位[8]
- 1896年（明治29年）10月10日 - 正五位[8][10]
- 1917年（大正6年）5月3日 - 従四位[11]

勲章等
- 1889年（明治22年）11月29日 - 大日本帝国憲法発布記念章[8][12]
- 1890年（明治23年）12月26日 - 勲六等瑞宝章[13]
- 1896年（明治29年）3月31日 - 勲五等瑞宝章[8][14]
- 1900年（明治33年）12月20日 - 勲四等瑞宝章[8][15]
- 1906年（明治39年）4月1日 - 旭日小綬章[8]
- 1911年（明治44年）5月31日 - 勲三等旭日中綬章[8]
- 1916年（大正5年）4月1日 - 勲二等瑞宝章[16]
- 1917年（大正6年）5月3日 - 旭日重光章[11]

## 著作
- 『伊沢修二教育演説集』 明治館、1891年9月第一 ／ 1891年10月第二 ／ 1894年7月第三
- 『楽石全集』 楽石全集刊行会、1921年8月-1921年7月（全2巻）
- 『伊沢修二選集』 信濃教育会編、信濃教育会、1958年7月

著書
- 『学校管理法』 白梅書屋、1882年3月
  - 『学校管理法続編』 白梅書屋、1882年9月
  - 『再版合巻 学校管理法』 白梅書屋、1882年10月3日
  - 『学校管理法』 白梅書屋、1883年10月第三版
  - 『学校管理法』 白梅書屋、1885年3月第四版 / 芳文閣、1992年2月
  - 『学校管理法』 国書刊行会〈明治教育古典叢書〉、1981年4月 - 正編・続編を収録。
- 『教育学』 白梅書屋、1882年10月上巻 ／ 1883年4月下巻
  - 『教育学』 白梅書屋、1883年12月再刻合巻
  - 『教育学』 三屋大五郎訳、泰東同文局、1905年12月 - 漢訳。
  - 吉野作造編輯代表 『明治文化全集 第十巻 教育篇』 日本評論社、1928年3月 ／ 明治文化研究会編 『明治文化全集 第十八巻 教育篇』 日本評論社、1967年9月 ／ 明治文化研究会編 『明治文化全集 第十一巻 教育篇』 日本評論社、1992年10月、ISBN 4535042519
  - 『教育学』 国書刊行会〈明治教育古典叢書〉、1980年11月合巻
- 『国家教育社設立ノ要旨』 国家教育社、1890年6月
- 『帝国憲法図解』 明治館、1891年4月
- 『視話法』 大日本図書、1901年4月
  - 『要支援児教育文献選集 第8巻』 クレス出版、2008年9月
- 『教育応用 生理的心理説略』 金港堂書籍、1901年8月
- 『視話応用 国語発音指南』 金港堂書籍、1902年4月
- 『視話応用 清国官話韻鏡』 伊沢修二、1904年7月
  - 後掲 『視話応用 清国官話韻鏡音字解説書』
  - 『視話応用 清国官話韻鏡』 伊沢修二、1905年1月増訂再版
  - 後掲 『視話応用 音韻新論』
- 『視話応用 清国官話韻鏡音字解説書』 楽石社、1904年12月
  - 後掲 『視話応用 音韻新論』
  - 波多野太郎編・解題 『中国語文資料彙刊 第5篇第3巻』 不二出版、1995年11月
- 『視話応用 音韻新論』 大日本図書、1906年9月
- 『視話応用 東北発音矯正法』 楽石社、1909年4月
  - 『楽石全集 第二巻 視話応用 東北発音矯正法』 楽石全集刊行会、1921年7月
- 『視話読法』 楽石社、1909年8月
- 『視話応用 国語正音法』 楽石社、1910年6月
- 『吃音矯正 練習書』 楽石社、1911年4月巻一 ／ 1911年7月巻二 ／ 1911年7月巻三
- 『国定小学読本正読法』 楽石社、1911年9月
- 『楽石自伝 教界周遊前記』 伊沢修二君還暦祝賀会編、伊沢修二君還暦祝賀会、1912年5月 ／ 国書刊行会〈明治教育古典叢書〉、1980年11月
  - 伊沢修二君還暦祝賀会、故伊沢先生記念事業会 『楽石自伝 教界周遊前記 楽石 伊沢修二先生』 大空社〈伝記叢書〉、1988年3月
- 『支那語正音練習書』 楽石社、1915年8月
- 『支那語正音発微』 楽石社、1915年10月
  - 波多野太郎編・解題 『中国文学語学資料集成 第3篇第3巻』 不二出版、1989年4月
- 『視話応用 支那語正音韻鏡』  楽石社、1916年3月
- 『視話応用 支那語正音法説明』 1917年4月
- 『楽石全書 第一巻 家庭 どもり矯正法』 楽石全集刊行会、1921年8月
  - 『特許品応用吃音矯正装置 どもり通信矯正法』 伊沢勝麿訂正、楽石全集刊行会、1923年4月

訳書
- 『教授真法 初編』 田中稔助、1875年10月巻之一 ／ 巻之二
  - 仲新ほか編 『近代日本教科書教授法資料集成 第1巻』 東京書籍、1982年9月
- 『生種原始論 第一篇』 トーマス・ハックスレー著、森重遠、1879年12月
- 『進化原論』 トーマス・ハックスレー講述、丸善商社、1889年10月
- 『唖子教育談』 アレキサンドル・グラハム・ベル演説
  - 近畿聾史研究グループ編 『ベル来日講演録 : 東京・京都』 近畿聾史研究グループ、2013年10月

編書
- 『体操伝習所 新設体操成績報告』 1879年9月
- 『小学唱歌集』 文部省音楽取調掛編纂、文部省、1881年11月初編 ／ 1883年3月第二編 ／ 1884年6月第三編 ／ ほるぷ出版〈名著複刻 日本児童文学館〉、1971年1月初編
  - 後掲 『音楽取調成績申報要略』
  - 山宮允編 『日本現代詩大系 第1巻 創成期』 河出書房、1950年9月 ／ 河出書房新社、1974年 - 抄録。
  - 海後宗臣編纂 『日本教科書大系 近代編第25巻 唱歌』 講談社、1965年9月 - 初編を収録。
  - 笹淵友一、壺井繁治解説 『日本近代文学大系 53 近代詩集』 角川書店、1972年11月、ISBN 4045720537 - 初編を収録。
  - 岡田正章監修 『明治保育文献集 第3巻』 日本らいぶらり、1977年3月 - 初編を収録。
  - 仲新ほか編 『近代日本教科書教授法資料集成 第10巻 教師用書6 図工・音楽篇』 東京書籍、1983年2月
  - 斉藤利彦、倉田喜弘、谷川恵一校注 『新日本古典文学大系 明治編11 教科書啓蒙文集』 岩波書店、2006年6月、ISBN 4002402118 - 初編を収録。
- 『音楽取調成績申報書』 1884年2月 ／ 大空社〈音楽教育史文献・資料叢書〉、1991年10月、ISBN 4872367014
  - Translated by Institute of Music. Extracts from the report of S. Isawa, director of the Institute of Music, on the result of the investigations concerning music, undertaken by order of the Department of Education, Tokio, Japan. 1884.2.
  - 『音楽取調成績申報要略』 東京音楽学校、1891年3月
  - 山住正己校注 『洋楽事始 : 音楽取調成績申報書』 平凡社〈東洋文庫〉、1971年6月、ISBN 4582801889
- 『小学唱歌』 大日本図書、1892年3月壱 ／ 1892年5月二 ／ 1893年8月巻之三・巻之四 ／ 1893年9月巻之五・巻之六 ／ 大空社〈音楽基礎研究文献集〉、1991年2月、ISBN 4872361210
  - 前掲 『日本教科書大系 近代編第25巻 唱歌』
- 『聖諭大全』 国家教育社編、大日本図書、1892年9月上巻 ／ 1894年8月中巻 ／ 1894年11月下巻・首巻
  - 『教育勅語関係資料 第3集』 日本大学精神文化研究所・日本大学教育制度研究所、1976年
- 『日清字音鑑』 並木善道、1895年6月
  - 波多野太郎編・解題 『中国語文資料彙刊 第3篇第1巻』 不二出版、1993年11月
  - 六角恒広編・解題 『中国語教本類集成 第4集第2巻』 不二出版、1994年4月
- 『日台小字典』 台湾総督府民政部学務課、1898年12月
- 『同文新字典』 漢字統一会撰、泰東同文局、1909年1月
  - 六角恒広編・解題 『中国語辞典集成 第2巻』 不二出版、2003年6月、ISBN 483505167X
- 『発音練習 会話篇』 楽石社撰、大日本図書、1909年7月
- 『吃音矯正の原理及実際』 大日本図書、1912年5月 ／ 日本図書センター〈日本児童問題文献選集〉、1985年2月、ISBN 4820567616